# یعقوب‌لو (اغوز)
یعقوب‌لو (به لاتین: Yaqublu، به زبان ارمنی: هاکوبی‌شن Հակոբի Շեն) یک منطقه مسکونی در جمهوری آذربایجان است که در شهرستان اغوز واقع شده است. یعقوب‌لو ۶۰۳ نفر جمعیت دارد.